# 信都区
信都区（しんと-く）は中華人民共和国河北省邢台市に位置する市轄区。

## 行政区画
- 街道:鋼鉄路街道、中興路街道、達活泉街道、張寛街道、章村街道、中華大街街道、団結路街道、泉西街道
- 鎮:南大郭鎮、李村鎮、南石門鎮、羊范鎮、皇寺鎮、会寧鎮、西黄村鎮、路羅鎮、将軍墓鎮、漿水鎮、宋家荘鎮
- 郷:太子井郷、竜泉寺郷、北小荘郷、城計頭郷、白岸郷、冀家村郷